# Абэ, Кан
Кан Абэ (яп. 安倍 寛 Абэ Кан, 29 апреля 1894 — 30 января 1946) — японский политический деятель. Член Палаты представителей Японии с 1937 по 1946 год. Отец Синтаро Абэ, дед Синдзо Абэ и Нобуо Киси. 

## Биография
Родился в семье производителей соевого соуса и саке Аясукэ и Тамэ Абэ в городе Хэки (ныне часть города Нагато) в префектуре Ямагути. Его отец, Аясукэ, родился в местной влиятельной семье Мукуноки, а его мать, Тамэ, была младшей сестрой Синтаро Абэ, ставшего «основателем» семьи Абэ; после свадьбы Аясукэ стал приёмным зятем и принял фамилию жены. В 4 года, после смерти родителей, Кан был усыновлён родной тётей Ёси.
После обучения в средней школе Хаги префектуры Ямагути и высшей школе в Канадзаве, Кан Абэ окончил отделение политологии юридического факультета Токийского императорского университета в 1921 году. После университета руководил компанией по производству велосипедов в Токио, но в 1923 году фабрика была разрушена Великим землетрясением Канто, и компания обанкротилась. После переезда в Токио Кан женился на Сидзуко Хондо, дочери военного врача Хондо Цунэдзиро и внучке генерала Осимы Ёсимасы. После рождения сына Синтаро, Кан развёлся и жил один. Позже он вернулся в префектуру Ямагути и участвовал в парламентских выборах в 1928 году в качестве кандидата от Риккэн Сэйюкай, но проиграл.
На фоне обострения туберкулёза, в 1933 году Кан Абэ стал мэром Хэки, а в 1935 году также стал членом собрания префектуры Ямагути. В 1937 году баллотировался в качестве независимого кандидата в Палату представителей. На парламентских выборах 1942 года баллотировался на платформе, противостоящей милитаристскому правительству Хидэки Тодзё, которое к этому времени отняло у парламента большинство полномочий. Во время своего пребывания в качестве члена парламента Кан Абэ совместно с Такэо Мики основал группу, выступавшую за отставку кабинета Тодзё и окончание войны. Также Абэ состоял в Министерстве торговли и промышленности и Министерстве иностранных дел Японии. После войны в 1946 году вступил в Прогрессивную партию Японии и готовился к парламентским выборам 1946 года, но незадолго до них внезапно скончался от сердечного приступа.